# Sven Jenssen

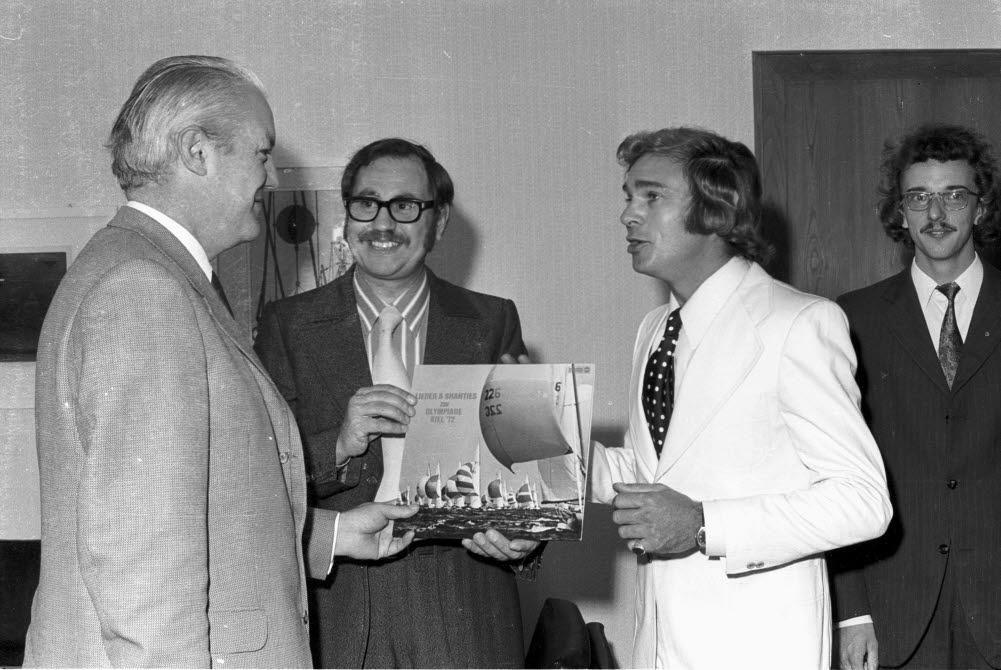
Sven Jenssen (2. v. r.) bei der Übergabe einer Langspielplatte Lieder & Shanties zur Olympiade Kiel ’72 an Gerhard Stoltenberg

Sven Jenssen (* 21. April 1934 in Kiel; † 14. Dezember 2022) war ein deutscher Schlagersänger.

## Karriere
Sven Jenssen lernte als erstes den Beruf des Kfz-Mechanikers, später im Betrieb seines Großvaters den des Fußpflegers. Seine Karriere als Schlagersänger begann gegen Anfang der 1960er-Jahre unverhofft. Bisher hatte er die Musik und den Gesang nur als  Amateur ausgeübt. 1960 nahm Jenssen seine erste Single Troubadour Guitar auf, seit 1961 sang er gelegentlich bei bekannten Unterhaltungsorchestern von Kurt Edelhagen, Adalbert Luczkowski oder Heinz Schachtner. Der Produzent Kurt Feltz brachte ihn 1963 in der ARD-Silvestergala mit dem Lied Jetzt kommen die netten Jahre unter, womit er bei den Fernsehzuschauern gut ankam.
Im Duett mit Peter Alexander veröffentlichte er 1963 die Single Eine Lederhose braucht keine Bügelfalten. 1965 nahm er beim Schlagerfestival in Sopot teil, wo er Eine kleine Liebesreise ins Wunderland sang.
Die Rolle eines Schlagersängers spielte er 1966 in der TV-Kinderserie Der Hase Cäsar (Folge: „Cäsar wird Schlagersänger“).
Eine weitere Single war Amigo, so ist das Leben, die 1967 auf den Markt kam. Jenssen hatte noch weitere Veröffentlichungen. Seine deutschsprachige Fassung der Schicksalsmelodie aus dem Film Love Story erschien auch auf diversen Kompilationen. Außerdem machte er sich einen Namen als Shanty-Interpret, beispielsweise im Rahmen des Hamburger Hafenkonzerts. 1971 hatte Jenssen zwei Live-Auftritte in der ZDF-Hitparade sowie einen in der Sendung Die Drehscheibe des ZDF. Am deutschen Vorentscheid 1972 zum Eurovision Song Contest nahm er mit dem Titel Grenzenlos teil. Mit dem Orchester von Kurt Edelhagen gastierte er auch in Dresden.
1972 veröffentlichte Jenssen das Lied Sag ja zu mir. Der Song ist die deutsche Fassung des Liebesthemas aus dem Film Der Pate, geschrieben vom Komponisten Nino Rota.
1979 brachte der Lübeck-Travemünder Shantychor Passat-Chor das Album Dans Op De Deel heraus bei der unter anderem das Titelstück von Jenssen geschrieben (zusammen mit Lorenz Westphal) und gesungen wurde. Dieses Lied in niederdeutscher Sprache wurde im selben Jahr mit neuem Text von Carla Lodders veröffentlicht, welches in Norddeutschland erfolgreich wurde.
Im Jahre 2014 erzählte er als 80-Jähriger seine Lebensgeschichte in der Talkshow Lass mal schnacken! (Folge 35: Sven Jenssen).

## Diskografie

### Singles
- 1962 Contessa / Jetzt kommen die netten Jahre
- 1963 Eine Lederhose braucht keine Bügelfalten (Duett mit Peter Alexander) / Oh, Josefine
- 1964 Allerhöchstens ’ne Million / Die grüne Hölle
- 1966 Calypso Beat / Ich pack’ meinen Koffer
- 1966 Jump the Line / I’m a Wanderer
- 1967 Amigo, so ist das Leben (Deutsche Version von Four Kinds of Lonely von Lee Hazlewood) / Vergessen ist alles was war
- 1970 Hör’ auf zu klopfen (Deutsche Version von I Hear You Knockin’ (1955) von Smiley Lewis) / Es muß nicht immer Frühling sein
- 1971 Ich denk an Dich / Domm-Diri-Domm
- 1971 Schicksals-Melodie (Deutsche Version des Hits Where Do I Begin? aus dem Film Love Story, komponiert von Francis Lai)[7] / Susi
- 1972 Sag ja zu mir[8] / Mona Lisa

### Alben
- 1983 Sven Jenssen präsentiert Fernweh-Melodien
- 1994 Shanties mit Sven Jenssen[9]

### Kompilationen
- 1988 Schicksalsmelodie (LP)
- 2003 Die Mädchen von Paris (CD, Bear Family Records)[10] (Das titelgebende Lied ist die deutsche Version von The Girls In Paris (1967) von Lee Hazlewood)[7]

## Belege
1. ↑  Sikorski magazine 01/08 (Seite nicht mehr abrufbar, festgestellt im Mai 2019. Suche in Webarchiven)  Info: Der Link wurde automatisch als defekt markiert. Bitte prüfe den Link gemäß Anleitung und entferne dann diesen Hinweis.
2. ↑  WDR-Beitrag vom 23. September 2006, Schallplattenbar
3. ↑  Schallplatten-Etikett von Passat Chor – Dans Op De Deel bei Discogs, abgerufen am 2. Mai 2024
4. ↑  Schallplatten-Etikett von Carla Lodders – Dans Op De Deel bei Discogs, abgerufen am 2. Mai 2024
5. ↑  Lass mal schnacken! Folge 35: Sven Jenssen (gesendet im Offenen Kanal Kiel, auf youtube)
6. ↑  Chartquellen: AT
7. 1 2   Cover-Info Sven Jenssen
8. ↑  Sven Jenssen Show und Chanson
9. ↑  Shanties Mit Sven Jenssen auf last.fm
10. ↑  AOL Music Sven Jenssen: Das Mädchen von Paris (Seite nicht mehr abrufbar, festgestellt im Mai 2019. Suche in Webarchiven)  Info: Der Link wurde automatisch als defekt markiert. Bitte prüfe den Link gemäß Anleitung und entferne dann diesen Hinweis.

| Personendaten    | Personendaten            |
| ---------------- | ------------------------ |
| NAME             | Jenssen, Sven            |
| KURZBESCHREIBUNG | deutscher Schlagersänger |
| GEBURTSDATUM     | 21. April 1934           |
| GEBURTSORT       | Kiel                     |
| STERBEDATUM      | 14. Dezember 2022        |